# Ревдинское сельское поселение
Ревдинское сельское поселение — муниципальное образование в Ялуторовском районе Тюменской области. 
Административный центр — село Ревда.

## Население
| 2010 | 2011 | 2012 | 2013 | 2014 | 2015 | 2016 |
| ---- | ---- | ---- | ---- | ---- | ---- | ---- |
| 261  | ↘260 | ↘258 | →258 | ↗265 | ↘264 | ↘258 |
| 2017 | 2018 | 2019 | 2020 | 2021 |      |      |
| ↘255 | ↘251 | ↗253 | ↘240 | ↗269 |      |      |

## Состав поселения
В состав сельского поселения входят 2 населённых пункта: село Ревда и деревня Кулики.